# Cladodromia inturbida
Cladodromia inturbida är en tvåvingeart som först beskrevs av Collin 1928.  Cladodromia inturbida ingår i släktet Cladodromia och familjen dansflugor. Inga underarter finns listade i Catalogue of Life.